# Stash

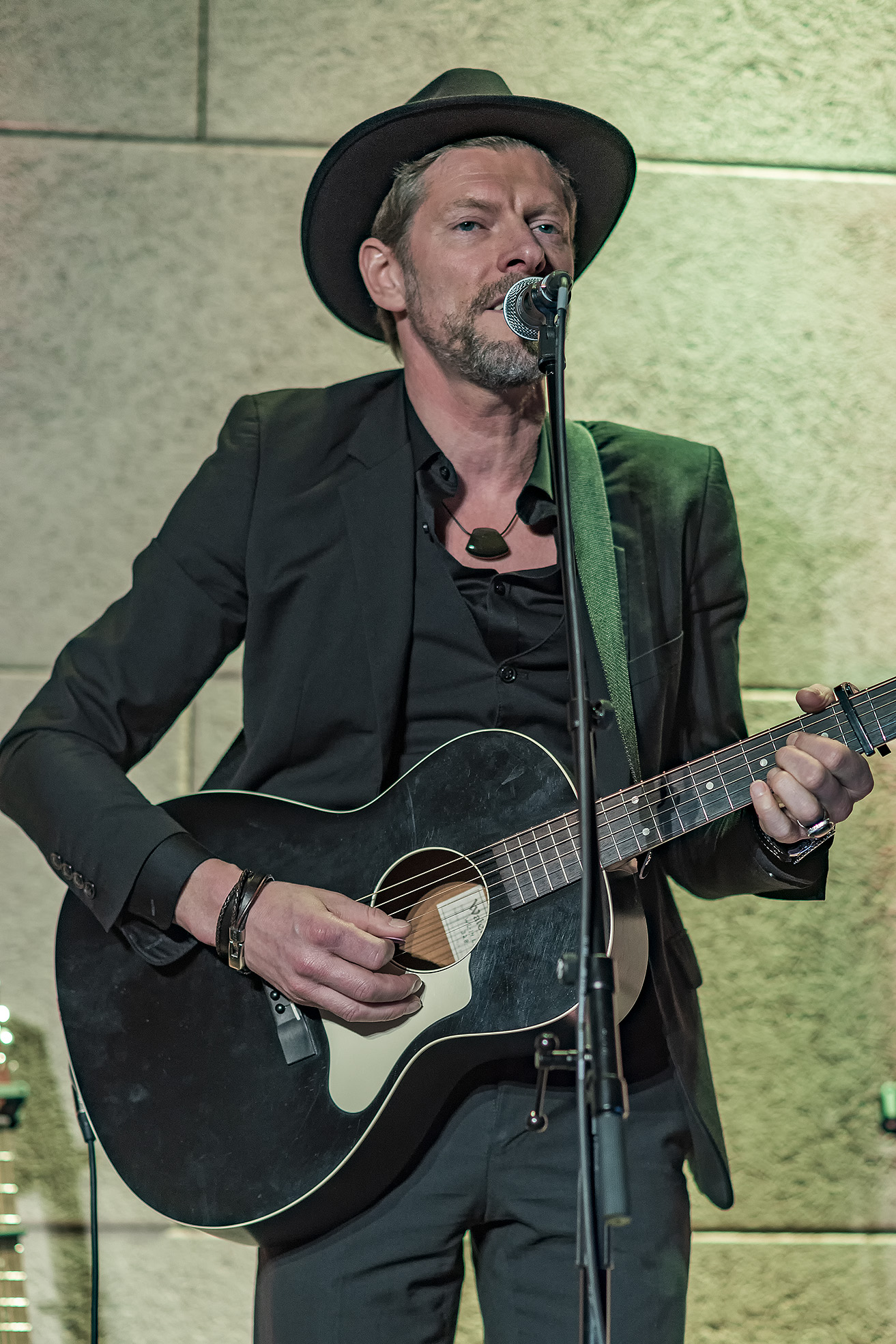
Frontman Gunther Verspecht

Stash (voormalig Stache) is een Belgische muziekgroep.

## Geschiedenis
Stash werd opgericht in 1997 in Opwijk. Zeven jaar later had de band een grote hit met "Sadness".
Het nummer brak de records van Ultratop, de officiële hitparade van België, door in Vlaanderen zowel de langst genoteerde plaat in de top 10 te zijn als de langst genoteerde plaat in de hele Ultratop 75. In de clip van "Sadness" waren verschillende bekende Vlamingen te zien zoals Axl Peleman, Guy Swinnen, Luc De Vos, Stijn Meuris en Walter Grootaers. In de clip van "Shelter from evil ones" speelden de moeders van de vier toenmalige bandleden dan weer de hoofdrol.
In de zomer van 2005 stond Stash onder andere op Rock Werchter. De bezetting van de band veranderde door de jaren heen verschillende keren, maar frontman zanger-gitarist Gunther Verspecht is een vaste waarde.  De huidige bezetting bestaat naast Gunther Verspecht uit Ht Roberts, Bruno Deneckere, Nils De Caster en Niels Delvaux.

## Discografie

### Albums
| Album met hitnotering(en) in de Vlaamse Ultratop 200 albums | Datum van verschijnen | Datum van binnenkomst | Hoogste positie | Aantal weken | Opmerkingen |
| ----------------------------------------------------------- | --------------------- | --------------------- | --------------- | ------------ | ----------- |
| Rock 'n roll show                                           | 2005                  | 23-04-2005            | 1               | 29           |             |
| Blue lanes                                                  | 2007                  | 10-11-2007            | 24              | 21           |             |

### Singles
| Single met hitnotering(en) in de Vlaamse Ultratop 50 | Datum van verschijnen | Datum van binnenkomst | Hoogste positie | Aantal weken | Opmerkingen     |
| ---------------------------------------------------- | --------------------- | --------------------- | --------------- | ------------ | --------------- |
| Sadness                                              | 2004                  | 30-10-2004            | 2               | 33           |                 |
| Shelter from evil ones                               | 2005                  | 14-05-2005            | tip5            | -            |                 |
| Carving the pain                                     | 2005                  | 27-08-2005            | tip9            | -            |                 |
| I need a woman                                       | 2006                  | 04-02-2006            | 11              | 12           | met Sam Bettens |
| All that's left                                      | 2007                  | 17-11-2007            | 25              | 16           |                 |
| Fading out                                           | 2008                  | 16-02-2008            | tip7            | -            |                 |
| Empty your gun                                       | 2013                  | 20-07-2013            | tip64           | -            |                 |